# Вычислительный центр имени А. А. Дородницына РАН
Вычислительный центр им. А. А. Дородницына — подразделение Российской академии наук в области вычислительных методов, математического моделирования, математического и программного обеспечения ЭВМ, а также приложений компьютерных технологий к различным областям науки и техники.
В советское время учреждение называлось Вычислительный центр Академии наук СССР. С 1991 года — Вычислительный центр Российской академии наук. В декабре 2000 года центру было присвоено имя его основателя — академика А. А. Дородницына.
С 1 июня 2015 года центр вошёл в состав федерального исследовательского центра «Информатика и управление» на базе Института проблем информатики РАН; неофициальное название стало «Вычислительный центр им. А. А. Дородницына» ФИЦ «Информатика и управление» РАН. В качестве юридического лица с середины 2015 г. работает только ФИЦ ИУ РАН.

## История

Памятная доска А. А. Дородницыну при входе в главное здание ВЦ РАН

Первое постановление Президиума АН СССР о создании Вычислительного центра было принято 3 декабря 1951 года. Тогда же решался вопрос о профиле, структуре и штате ВЦ. 3 августа 1954 года принято постановление Совмина СССР по вводу в пользование в 1955 году Вычислительного центра АН СССР. 14 января 1955 года Президиум АН СССР обсуждает доклад С. А. Лебедева и содоклад председателя комиссии Президиума АН СССР М. А. Лаврентьева о ходе выполнения этого постановления. К этому времени ИТМиВТ провёл работу по подготовке математических кадров для создаваемого ВЦ. Было принято решение о завершении строительства здания ВЦ в 1955 году. Ответственными за подготовку организации ВЦ были назначены И. М. Виноградов (директор МИАН), С. А. Лебедев (директор ИТМиВТ АН СССР) и А. А. Дородницын (на то время — заместитель начальника ЦАГИ по науке).
На этом же заседании Президиума АН СССР были определены задачи ВЦ:
- проведение научно-исследовательских работ в области разработки, обобщения и внедрения методов решения математических задач с применением современных средств вычислительной техники;
- выполнение крупных вычислительных работ, в первую очередь для учреждений АН СССР;
- изучение эксплуатационных качеств и освоение новых средств вычислительной техники;
- руководство планированием и вычислением математических таблиц в СССР.

Таким образом ВЦ АН СССР начал свою деятельность в феврале 1955 года, а его первым директором был назначен А. А. Дородницын.
Основное направление деятельности и задачи Вычислительного центра АН — это создание новых математических алгоритмов и программных технологий применения вычислительной техники в научных исследованиях и в народном хозяйстве. Кадровой основой создания Вычислительного центра явился отдел прикладной математики МИАН (с 1951 года руководителем сектора данного отдела по совместительству был Дородницын) и ряд сотрудников ИТМиВТ. Название центра предложил сам Дородницын. Соперничающим предложением названия было «Институт кибернетики», предложенное В. М. Глушковым. Киевский Институт кибернетики получил именно такое название. Но название «Вычислительный центр» получило большее распространение: научно-исследовательские вычислительные центры были созданы в МГУ им. М. В. Ломоносова (НИВЦ МГУ), в 1975 году в Красноярске создан Вычислительный центр СО АН СССР (позже преобразован в ИВМ СО РАН) и другие.
Сотрудники ВЦ АН СССР принимали участие в расчёте траектории первого искусственного спутника Земли, разработке новых математических и вычислительных методов, нашедших применение в аэро- и гидродинамике, математическому моделировании экономики и экологии, механике, оптимальному управлению, теории распознавания образов и искусственного интеллекта и др.
Известность получили расчёты «ядерной зимы», проведённой в ВЦ АН СССР под руководством Н. Н. Моисеева, оказавшие влияние на сдерживание ядерных вооружений в конце 1970-х — начале 1980-х годов, а также расчёты последствий предлагавшегося поворота северных рек, что способствовало отмене данного оказавшегося не вполне обоснованным экологически и экономически решения.
В начале 1960-х в ВЦ в лаборатории В. М. Курочкина был разработан компилятор с языка «Алгол-60» для машин серии БЭСМ, широко применявшийся для машин этого типа, начали разрабатываться пакеты прикладных программ по решению алгебраических уравнений и т. п. распространённых приложений вычислительной техники, создан программный пакет «СУПЕР» — советский аналог компилятора компиляторов yacc.
Важными оказались исследования и разработки сотрудников ВЦ в области управления каскадами водохранилищ, экологического режима водоёмов, оптимального размещения нефте- и газопроводов в разных областях СССР, расчёт ирригационных систем в Ираке, исследования Чёрной реки во Вьетнаме и иные прикладные исследования.
На основе исследований и научных групп отделов и лабораторий ВЦ АН СССР были созданы такие известные учреждения как Центральный экономико-математический институт, упоминавшийся уже выше ВЦ СО РАН и ряд других.
В течение всего времени многие научные сотрудники ВЦ АН внесли заметный вклад и в качестве преподавателей МГУ, МФТИ, МВТУ и ряда иных известных профильных вузов столицы, для ряда из них (МФТИ и др.) ВЦ стал научно-учебной базой, на нём были созданы и продолжают работать базовые кафедры по ряду направлений (математическое моделирование экономики и экологии (научная школа А. А. Петрова), теория распознавания образов и искусственного интеллекта (научная школа Ю. И. Журавлёва) и др.).
В 1980-е годы сотрудник ВЦ АН СССР Алексей Пажитнов разработал игру «Тетрис». Евгений Веселов разработал широко применявшийся в 1990-е годы текстовый процессор для DOS «Лексикон». В ВЦ появился и первый программный русификатор клавиатуры для импортных персональных компьютеров.
В 1960 году в ВЦ начал издаваться научный «Журнал вычислительной математики и математической физики».
В ВЦ много лет размещался Научный совет по комплексной программе «Кибернетика», в начале 1990-х в ВЦ первые годы размещалась компания Dr.Web и т. п.

## Техническое оснащение
При создании вычислительному центру были переданы одна ЭВМ «БЭСМ» (установленная в ИТМиВТ) и одна ЭВМ «Стрела» (работавшая в МИАН). «Стрела» и БЭСМ работали круглосуточно, но не могли справиться с потоком задач, предпочтительность которых по важности было трудно определить. План расчётов на ЭВМ составлялся на неделю и утверждался председателем Совета министров СССР Н. А. Булганиным.
По воспоминаниям А. А. Дородницына, в этот период нередко число командированных превышало количество сотрудников в штате вычислительного центра (их было 69). Сюда приезжали не только решать задачи, но и учиться программированию. Поэтому вскоре кроме первых двух ЭВМ появились «Урал-1» и «Урал-2», использовавшиеся, в основном, для обучения.
В 1959 году в вычислительном центре появился первый образец ЭВМ «БЭСМ-2», в 1961 году — ЭВМ «Стрела-М», в 1967 году — ЭВМ «БЭСМ-6», первая советская суперЭВМ на полупроводниковых транзисторах. К 1979 году с помощью операционной системы ДИСПАК три ЭВМ «БЭСМ-6» были объединены с общей памятью на дисках ЕС ЭВМ. Это позволило создать систему коллективного пользования для пользователей из различных организаций.
С начала 1990-х ВЦ начал терять пользователей из других академических институтов, утративших возможность оплачивать вычислительные работы. Имевшиеся в центре большие ЭВМ сначала были переведены в состояние холодного запаса, а затем — разобраны и списаны. С этого времени прерывается и обычай установки и опытного использования и доводки в ВЦ АН первых опытных образцов новой вычислительной техники, разработанной в ИТМиВТ им. С. А. Лебедева.
В 1990-е в ВЦ появились небольшие вычислительные кластеры на основе нескольких ПК и 64-процессорный транспьютерный кластер фирмы Parsytec.

## Направления исследований
- вычислительная гидроаэродинамика
- вычислительная математика
- математическая физика
- математическое моделирование климатических, экологических процессов и других нелинейных явлений
- аэромеханика и газовая динамика
- теория пограничного слоя
- механика твёрдого деформируемого тела
- распознавание образов
- анализ изображений
- автоматизированное проектирование
- теория оптимизации
- линейное и нелинейное программирование
- аналитическая механика и устойчивость движения по Ляпунову
- динамика твёрдых тел
- космическая динамика
- интерактивная оптимизация
- теория принятия решений
- теория расписаний
- параллельные вычисления
- искусственный интеллект
- экспертные системы
- прикладные интеллектуальные системы
- математическое моделирование экономических систем
- разработка систем математического обеспечения

## Руководство
- Директор (до 2015 года) — Юрий Гаврилович Евтушенко.

## Научные отделы (до 2015 года)
Структура научных отделов утверждена 13 мая 2011 года.

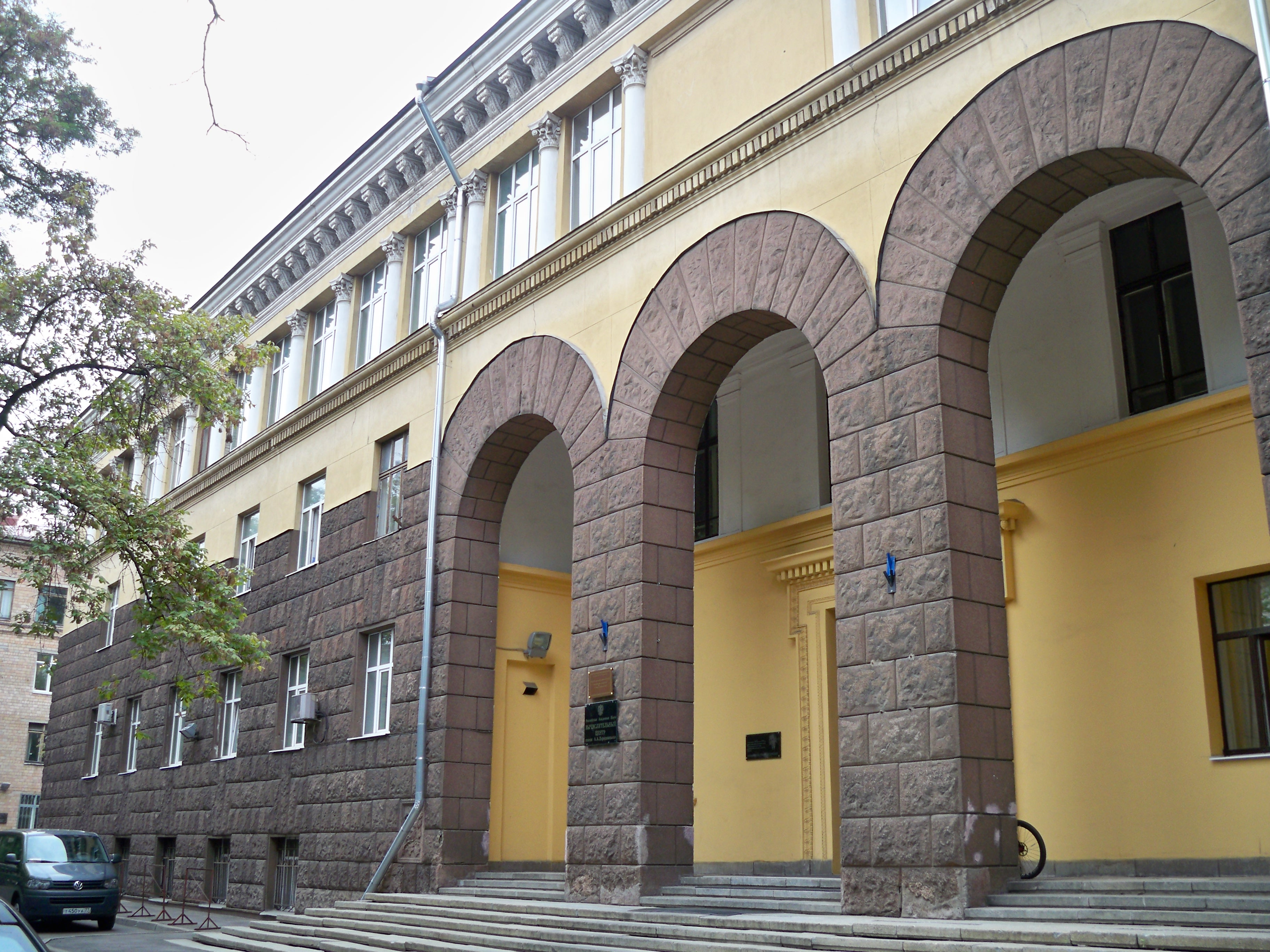
Главное здание ВЦ РАН

### Отдел вычислительных методов
- сектор вычислительных методов решения дифференциальных уравнений
- сектор математического моделирования водных систем

### Отдел прикладной математической физики
- сектор прикладной гидрофизики
- сектор аналитико-численных методов математической физики

### Отдел механики сплошных сред
- сектор аэродинамики
- сектор моделирования климатических и биосферных процессов

### Отдел сложных систем
- сектор математических методов анализа сложных систем
- сектор интеллектуальных управляющих систем
- сектор систем поддержки принятия решений

### Отдел механики
- сектор теории устойчивости и механики управляемых систем
- сектор кинетической теории газов

### Отдел методов проектирования развивающихся систем
- сектор математического моделирования и программного обеспечения сетевых задач и задач регионального программирования
- сектор математического моделирования устойчивых структур кристаллических материалов

### Отдел прикладных проблем оптимизации
- сектор методов оптимизации
- сектор параллельных вычислений

### Отдел математических проблем распознавания и методов комбинаторного анализа
- сектор математических методов распознавания и прогнозирования
- сектор распознавания ситуаций

### Отдел интеллектуальных систем
- сектор интеллектуального анализа данных
- сектор интеллектуальных прикладных систем

### Отдел вычислительных систем и научной информации
- сектор вычислительных систем и научной информации
- сектор проблем информатизации математической физики

### Отдел нелинейного анализа и проблем безопасности
- сектор нелинейного анализа
- сектор проблем безопасности и устойчивости
- сектор проблем кибернетики

### Отдел математического моделирования систем проектирования
- сектор математического и программного обеспечения систем автоматизированного проектирования
- сектор проектирования систем реального времени
- сектор математического моделирования технических систем

### Отдел имитационных систем и исследования операций
- сектор имитационных систем
- сектор исследования операций

### Отдел математического моделирования экономических систем
- сектор математического моделирования экономических структур
- сектор математических методов оценки экономических решений

### Отдел информационно-вычислительных систем
- сектор математических моделей рационального использования ресурсов
- сектор математического моделирования конфликтных ситуаций

### Отдел эффективных алгоритмов
- сектор исследования сложных комбинаторных объектов
- сектор разработки и анализа эффективных алгоритмов
- сектор вычислительных систем

## Научные издания
В ВЦ РАН с 1961 году издается Журнал вычислительной математики и математической физики.

## Известные сотрудники
См. также:
- Сотрудники ВЦ АН СССР
- Сотрудники ВЦ РАН

- Александр Александрович Абрамов
- Абрамов, Александр Петрович
- Борис Николаевич Азарёнок
- Александров, Владимир Валентинович
- Белоцерковский, Олег Михайлович (1925—2015)
- Залман Михайлович Бененсон (1922—2006)
- Виктор Михайлович Брябрин
- Евгений Николаевич Веселов
- Галиулин, Равиль Вагизович
- Юрий Борисович Гермейер (1918—1975)
- Гребеников, Евгений Александрович (1932—2013)
- Василий Васильевич Дикусар
- Диесперов, Вадим Николаевич
- Виталий Арсеньевич Диткин (1910—1987)
- Андрей Петрович Ершов (1931—1988)
- Жадан, Виталий Григорьевич (1946—2022)
- Алексей Борисович Жижченко (1934—2019)
- Юрий Иванович Журавлёв (1935—2022)
- Юрий Павлович Иванилов
- Ишмухаметов, Альберт Зайнутдинович
- Каменев, Георгий Кириллович
- Карапетян, Александр Владиленович
- Князев, Александр Викторович
- Александр Фёдорович Кононенко
- Краснощёков, Павел Сергеевич
- Владимир Михайлович Курочкин
- Святослав Сергеевич Лавров
- Лепский, Владимир Евгеньевич
- Андрей Андреевич Марков (младший)
- Никита Николаевич Моисеев
- Моттль, Вадим Вячеславович
- Николай Макарович Нагорный
- Юрий Николаевич Павловский
- Огнивцев, Сергей Борисович
- Алексей Леонидович Пажитнов
- Борис Васильевич Пальцев (1939—2014)
- Александр Александрович Петров (1934—2011)
- Плечов, Павел Юрьевич — профессор РАН.
- Гермоген Сергеевич Поспелов (1914—1998)
- Дмитрий Александрович Поспелов (1932—2019)
- Прудников, Анатолий Платонович (1927—1999)
- Аарне Антонович Пярнпуу
- Владимир Николаевич Рубановский (1941—2002)
- Константин Владимирович Рудаков
- Валентин Витальевич Румянцев (1921—2007)
- Олег Сергеевич Рыжов
- Геннадий Иванович Савин
- Саранча, Дмитрий Александрович (1945—2019)
- Свирежев, Юрий Михайлович (1938—2007)
- Сигал, Израиль Хаимович (1938—2016)
- Срагович, Владимир Григорьевич (1926—2000)
- Сушков, Борис Григорьевич (1941—1997)
- Фаустов, Рудольф Николаевич (1938—2022)
- Хачиян, Леонид Генрихович (1952—2005)
- Хачатуров, Владимир Рубенович
- Черноусько, Феликс Леонидович
- Чушкин, Павел Иванович
- Юрий Дмитриевич Шмыглевский
- Шуршалов, Лев Владимирович
- Щенников, Владимир Вениаминович